# مسیر سانتافه (فیلم)
مسیر سانتافه (انگلیسی: Santa Fe Trail) یک فیلم به کاگردانی مایکل کورتیز در ژانر وسترن محصول سال ۱۹۴۷ در ایالات متحده آمریکا است.

## بازیگران
- ارول فلین در نقش جیمز ایول براون استوارت
- اولیویا دی هاویلند در نقش کیت کارسون هالیدی
- ریموند مسی در نقش جان براون
- رونالد ریگان در نقش جرج آرمسترانگ کاستر
- آلن هیل
- ویلیام لوندیگان
- وان هفلین
- جین رینولدز
- هنری اونیل
- گوین «بیگ بوی» ویلیامز
- آلن بکستر (هنرپیشه)
- مورونی اولسن در نقش رابرت ئی. لی
- ارویل آلدرسون در نقش جفرسون دیویس
- رابرت مکنزی
- امت ووگان
- لیف مک‌کی